# Nicolas de Catinat
Nicolas de Catinat, född 1 september 1637 i Paris, Frankrike, död 22 februari 1712 i Saint-Gratien, Frankrike var en fransk militär befälhavare och marskalk av Frankrike under Louis XIV.

## Biografi
Nicolas de Catinat var son till en domare och kom tidigt in i Franska livgardet och utmärkte sig vid belägringen av Lille 1667. Han blev brigadier tio år senare, generalmajor 1680, och generallöjtnant 1688. Han hade stora framgångar i slagen 1676–1678 i Flandern under det fransk-holländska kriget och medverkade senare i förföljelsen av Vaudois 1686. Efter att ha deltagit i belägringen av Philippsburg vid inledningen av nioårskriget utsågs han till befälhavare över de franska trupperna i det sydöstra kriget. År 1691 gick han över till Niceregionen och erövrade städerna Nice och Villefranche.

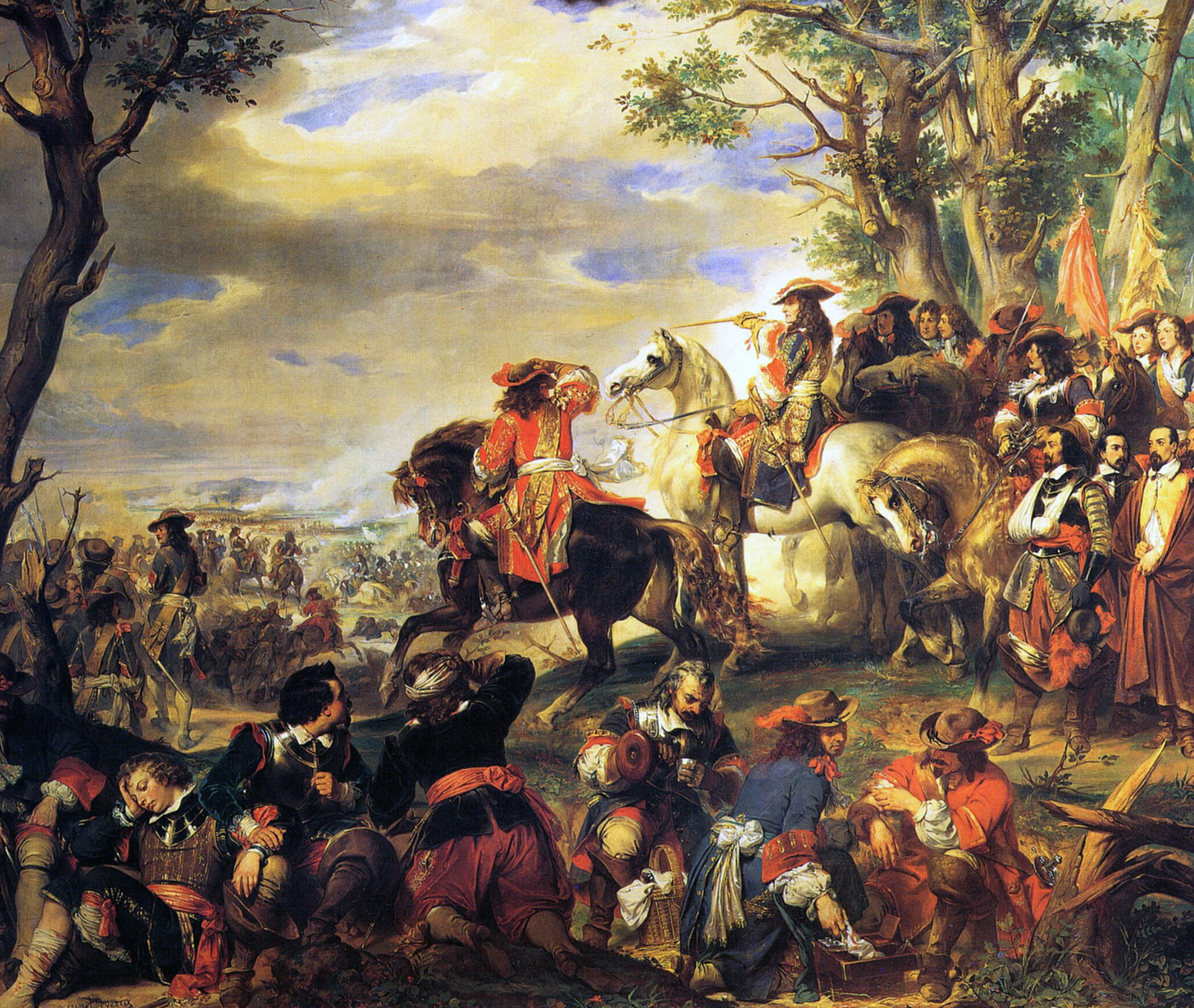
Catinat i slaget vid Marsaglia.

Hans segrar mot Viktor Amadeus II av Savojen i slaget vid Staffarda 1690 och slaget vid Marsaglia 1693 vilka tillhörde hans största framgångar (Victor Amadeus II övergav senare den allierade koalitionen och slöt fred med kung Louis genom att underteckna Turinfördraget den 29 augusti 1696). År 1693 utnämndes de Catinat till fransk marskalk och 1697 ledde han de franska styrkorna i den segrande belägringen av Ath.
I början av det spanska tronföljdskriget gavs de Catinat befäl över operationer i norra Italien, men han blev mycket hämmad av den franska militärledningens order och svagheten hos sina styrkor. Utmanövrerad av prins Eugen av Savojen led de Catinat nederlag i slaget vid Carpi och blev snart därefter ersatt av marskalk Villeroi. De franska styrkorna, där han fungerade som Villerois biträdande befälhavare, besegrades igen av Eugens imperialister i slaget vid Chiari. Efter ett misslyckat fälttåg i Elsass 1702 deltog de Catinat inte mer i kriget.
Den brittiska historikern Geoffrey Treasure har sagt om Catinat:
- ”Catinat var inte den typiska soldaten för sin tid. Han hade börjat livet som advokat utan medfödda fördelar och gjorde sin karriär på rena meriter. Han var en noggrann general, grundlig och sparsam med sina mäns liv, ambitiös och något av en filosof. Efter att ha misslyckats med den italienska kampanjen under kriget om den spanska tronföljden, drog han sig tillbaka till landet för att odla sin trädgård.”